# 大南澳事件
大南澳事件（Da-nan-ao incident；1868年4月-1869年10月），是清朝同治七年，英、德兩國民眾在台灣宜蘭南澳建立殖民地的事件。從1861年進入大南澳開始、前後歷時約八年左右，於1868至1869年才正式吞併大南澳。

## 背景
臺灣開港之後，即有少數之歐洲人發覺南澳為無政府地帶，因而企圖在此真空地區建立小殖民地。早在1861年（咸豐十一年）即有德國人“威伯”和英國人“荷恩”合作，獲得資金人員補給就到大南澳開山墾荒經營。

## 經過
1868年（清同治七年）4月，英人詹姆斯·荷恩（James Horn）與出身漢堡的德國商人詹姆斯·美利士（James Milisch）聯手，承領自稱淡水德國領事詹姆斯·美利士（James Milisch）所給執照，帶同洋人五、六名前往噶瑪蘭廳附近土牛溝界外之番地大南澳伐木墾荒，並僱用工匠百餘人，建築土堡、蓋造棚屋，經地方官制止無效。後由通判丁承禧報請總理衙門，照會英、德兩使，將荷恩等撤回嚴辦。:121經英國使臣劄飭淡水領事詳查禁止；又照會英國副領事"威廉·格雷戈里"(William Gregory)等按約禁阻，飭令洋人、工匠一併撤回。但該領事允將英國民眾撤回，但表示大南澳不入中國版圖。荷恩並在當地娶泰雅族原住民為妻。
1869年（同治八年），事態更加擴大。荷恩積極開墾，擬於墾地種茶。美利士更親至大南澳視察給予鼓勵，於蘇澳港口建造房屋。並自滬尾、雞籠運載食物、火藥赴蘇澳販賣，且向山民勒抽勇費勇糧，私典煤山、偷運樟腦。同年五月，英國更是展現出實力派出軍艦至蘇澳，在大南澳停留三日，荷恩就繼續他的大南澳墾殖。經總理衙門與臺灣兵備道黎兆棠、噶瑪蘭通判丁承禧多方交涉，英、德使飭荷恩與美利士離去。:121十月，荷恩與一行三十餘名，乘中國帆船返回蘇澳途中，遇強烈北風所飄，於蘇澳船難，荷恩與其中二十餘名溺斃，大南澳墾殖案始告平息。